# 范衷 (乾隆進士)
范衷（1738年—1797年），字士垣，号恭亭，清代上虞人。政治人物、進士出身。

## 生平
学识广博，乾隆二十四年举人，三十六年（1771年）登进士第三名，授翰林院编修、武英殿分校官。歷官江南道（今江苏）监察御史、吏科给事中、礼科给事中等职。乾隆五十四年（1787年）元旦，有色目人进朝，因训正不力、审察不严而被革职。次年（1788年），补刑部主事。嘉庆元年（1796年），参与千叟宴，與大学士和珅不合，遭和珅衔恨，被降职、免官。不久在京城去世。
曾祖范嘉校，祖范夢龍，父范學詩。